# Persone di nome Aleksej
| Questa pagina contiene informazioni ricavate automaticamente dalle voci biografiche con l'ausilio del template Bio e di un bot. L'aggiornamento è periodico e automatico e ricostruisce completamente la pagina. Se manca una persona in questa lista, sei pregato di non aggiungerla, ma accertati piuttosto che la sua voce biografica contenga il template Bio e che i dati anagrafici siano correttamente compilati. Se il template Bio manca, inseriscilo tu stesso o, in alternativa, metti l'avviso {{tmp\|Bio}} che ne segnala la mancanza. Se i dati riportati sono sbagliati, correggi direttamente la voce biografica; le modifiche saranno visibili in questa lista entro pochi giorni. Per chiarimenti vedi il progetto antroponimi. La lista contiene solo le 310 persone che sono citate nell'enciclopedia e per le quali è stato implementato correttamente il template Bio. Pagina aggiornata al 16 ott 2024. |

Questa è una lista di persone presenti nell'enciclopedia che hanno il prenome Aleksej, suddivise per attività principale.

## Allenatori di calcio(5)
- Aleksej Berezuckij, allenatore di calcio e ex calciatore russo (Mosca, n. 1982)
- Aleksej Borisovič Erëmenko, allenatore di calcio e ex calciatore russo (Novočerkassk, n. 1964)
- Aleksej Mamykin, allenatore di calcio e calciatore sovietico (Veryaevo, n. 1936 - † 2011)
- Aleksej Petrušin, allenatore di calcio e ex calciatore russo (Ljubercy, n. 1952)
- Aleksej Stukalov, allenatore di calcio russo (Stavropol', n. 1983)

## Allenatori di pallavolo(1)
- Aleksej Verbov, allenatore di pallavolo e pallavolista russo (Mosca, n. 1982)

## Altisti(1)
- Aleksej Dmitrik, altista russo (Slancy, n. 1984)

## Ammiragli(1)
- Aleksej Ivanovič Butakov, ammiraglio e geografo russo (n. 1816 - Schwalbach am Taunus, † 1869)

## Arbitri di calcio(2)
- Aleksej Nikolaev, arbitro di calcio russo (Mosca, n. 1971)
- Aleksej Spirin, arbitro di calcio russo (Ruzaevka, n. 1952 - † 2024)

## Archeologi(1)
- Aleksej Sergeevič Uvarov, archeologo russo (San Pietroburgo, n. 1825 - Mosca, † 1884)

## Architetti(1)
- Aleksej Viktorovič Ščusev, architetto russo (Chișinău, n. 1873 - Mosca, † 1949)

## Arrampicatori(1)
- Aleksej Rubcov, arrampicatore russo (Mosca, n. 1988)

## Artisti(1)
- Aleksej Borisovič Parygin, artista russo (Leningrado, n. 1964)

## Astronomi(1)
- Aleksej Sergeev, astronomo ucraino

## Attivisti(1)
- Aleksej Naval'nyj, attivista, politico e blogger russo (Butyn, n. 1976 - Charp, † 2024)

## Attori(9)
- Aleksej Vladimirovič Batalov, attore russo (Vladimir, n. 1928 - Mosca, † 2017)
- Aleksej Aleksandrovič Čadov, attore russo (Mosca, n. 1981)
- Aleksej Gribov, attore sovietico (Mosca, n. 1902 - Mosca, † 1977)
- Aleksej Gus'kov, attore e produttore cinematografico russo (Brzeg, n. 1958)
- Aleksej Konsovskij, attore sovietico (Mosca, n. 1912 - Mosca, † 1991)
- Aleksej Ljarskij, attore sovietico (Mosca, n. 1923 - Oblast' di Novgorod, † 1943)
- Aleksej Loktev, attore sovietico (Orsk, n. 1939 - Blagoveščensk, † 2006)
- Aleksej Maklakov, attore e cantante russo (Novosibirsk, n. 1962)
- Aleksej Serebrjakov, attore russo (Mosca, n. 1964)

## Attori pornografici(1)
- Markus Dupree, attore pornografico russo (San Pietroburgo, n. 1988)

## Attori teatrali(1)
- Aleksej Denisovič Dikij, attore teatrale russo (Dnepropetrovsk, n. 1889 - Mosca, † 1956)

## Biatleti(2)
- Aleksej Kobelev, ex biatleta russo (Iževsk, n. 1971)
- Aleksej Volkov, biatleta russo (Radužnyj, n. 1988)

## Bobbisti(8)
- Aleksej Gorlačëv, ex bobbista e ex slittinista russo (Bratsk, n. 1981)
- Aleksej Kireev, bobbista russo (Mosca, n. 1985)
- Aleksej Negodajlo, bobbista russo (Irkutsk, n. 1989)
- Aleksej Puškarëv, bobbista russo (Krupskoy, n. 1986)
- Aleksej Selivërstov, bobbista russo (Ufa, n. 1976)
- Aleksej Stul'nev, bobbista russo (Pavlovsk, n. 1988)
- Aleksej Voevoda, bobbista russo (Kalynovycja, n. 1980)
- Aleksej Zajcev, bobbista russo (Starotitarovskaja, n. 1993)

## Botanici(1)
- Aleksej Skvorcov, botanico e biologo russo (Oblast' di Smolensk, n. 1920 - † 2008)

## Calciatori(45)
- Aleksej Aravin, ex calciatore russo (Ul'janovsk, n. 1986)
- Aleksej Arifullin, calciatore russo (Mosca, n. 1970 - † 2017)
- Aleksej Bacharev, calciatore russo (Petrov Val, n. 1976 - Togliatti, † 2022)
- Aleksej Batrakov, calciatore russo (n. 2005)
- Aleksej Bugaev, ex calciatore russo (Mosca, n. 1981)
- Aleksej Alekseevič Erëmenko, ex calciatore russo (Rostov sul Don, n. 1983)
- Aleksej Es'kov, calciatore sovietico (Groznyj, n. 1946 - Rostov sul Don, † 2002)
- Aleksej Evseev, calciatore russo (n. 1994)
- Aleksej Gasilin, calciatore russo (San Pietroburgo, n. 1996)
- Aleksej Gerasimenko, ex calciatore russo (Taganrog, n. 1970)
- Aleksej Gerasimov, calciatore russo (Borisoglebsk, n. 1993)
- Aleksej Gorodovoj, calciatore russo (Stavropol', n. 1993)
- Aleksej Gricaenko, calciatore russo (Vladivostok, n. 1995)
- Aleksej Guščin, ex calciatore russo (Mosca, n. 1971)
- Aleksej Igonin, ex calciatore russo (Leningrado, n. 1976)
- Aleksej Ionov, calciatore russo (Kingisepp, n. 1989)
- Aleksej Isaev, calciatore russo (Krasnojarsk, n. 1995)
- Aleksej Ivanov, ex calciatore russo (Saratov, n. 1981)
- Aleksej Karakosov, calciatore russo (n. 1890 - † 1917)
- Aleksej Kaštanov, calciatore russo (Djat'kovo, n. 1996)
- Aleksej Kenjajkin, calciatore russo (Samara, n. 1998)
- Aleksej Koltakov, calciatore russo (Azov, n. 2005)
- Aleksej Koncedalov, ex calciatore russo (Valujki, n. 1990)
- Aleksej Korneev, calciatore sovietico (Mosca, n. 1939 - Mosca, † 2004)
- Aleksej Kosolapov, ex calciatore e allenatore di calcio russo (Puškino, n. 1971)
- Aleksej Medvedev, ex calciatore russo (Pavlovskij Posad, n. 1977)
- Aleksej Mirančuk, calciatore russo (Slavjansk-na-Kubani, n. 1995)
- Aleksej Mironov, calciatore russo (Mosca, n. 2000)
- Aleksej Nikitin, calciatore russo (Mosca, n. 1992)
- Aleksej Ovčinnikov, calciatore sovietico (Mosca, n. 1950 - Mosca, † 2008)
- Aleksej Paramonov, calciatore sovietico (Borovsk, n. 1925 - Mosca, † 2018)
- Aleksej Pomerko, calciatore russo (Gorodovikovsk, n. 1990)
- Aleksej Pugin, ex calciatore russo (Kirov, n. 1987)
- Aleksej Rebko, ex calciatore russo (Mosca, n. 1986)
- Aleksej Rybin, calciatore russo (Lipeck, n. 1988)
- Aleksej Sapogov, ex calciatore russo (Leninsk-Kuzneckij, n. 1988)
- Aleksej Šapošnikov, calciatore sovietico (Nikol'skoe, n. 1899 - Mosca, † 1962)
- Aleksej Smertin, ex calciatore russo (Barnaul, n. 1975)
- Aleksej Stepanov, calciatore e giocatore di calcio a 5 russo (Leningrado, n. 1960 - Ekaterinburg, † 2002)
- Aleksej Sutormin, calciatore russo (San Pietroburgo, n. 1994)
- Aleksej Tataev, calciatore georgiano (Tskhinvali, n. 1998)
- Aleksej Evlampievič Troickij, calciatore russo (n. 1894 - † 1958)
- Aleksej Uskov, ex calciatore e ex giocatore di calcio a 5 russo (Mosca, n. 1962)
- Aleksej Uverskij, calciatore russo (San Pietroburgo, n. 1886 - Leningrado, † 1942)
- Aleksej Černov, calciatore russo (Kozel'sk, n. 1998)

## Canoisti(1)
- Aleksej Korovaškov, canoista russo (Stepnogorsk, n. 1992)

## Canottieri(1)
- Aleksej Svirin, canottiere russo (Mosca, n. 1978)

## Cantanti(1)
- Aleksej Vorob'ëv, cantante, attore e ballerino russo (Tula, n. 1988)

## Cestisti(9)
- Aleksej Kurcevič, cestista russo (Leningrado, n. 1989)
- Aleksej Nešović, cestista bosniaco (Sarajevo, n. 1985)
- Aleksej Nikolić, cestista sloveno (Postumia, n. 1995)
- Aleksej Pokuševski, cestista serbo (Belgrado, n. 2001)
- Aleksej Savrasenko, ex cestista e dirigente sportivo russo (Krasnodar, n. 1979)
- Aleksej Šved, cestista russo (Belgorod, n. 1988)
- Aleksej Vzdychalkin, cestista russo (Sal'sk, n. 1985)
- Aleksej Žukanenko, ex cestista russo (Alma-Ata, n. 1986)
- Alex Čubrevič, cestista russo (Komsomol'sk-na-Amure, n. 1986)

## Chimici(4)
- Aleksej Nikolaevič Bach, chimico e politico sovietico (Zolotonoša, n. 1857 - Mosca, † 1946)
- Aleksej Aleksandrovič Balandin, chimico sovietico (Enisejsk, n. 1898 - Mosca, † 1967)
- Aleksej Ekimov, chimico e fisico russo (San Pietroburgo, n. 1945)
- Aleksej Evgrafovič Favorskij, chimico russo (Pavlovo, n. 1860 - Leningrado, † 1945)

## Ciclisti su strada(4)
- Aleksej Catevič, ciclista su strada russo (Verchnjaja Pyšma, n. 1989 - Verchnjaja Pyšma, † 2024)
- Aleksej Lucenko, ciclista su strada kazako (Petropavl, n. 1992)
- Aleksej Rybalkin, ciclista su strada russo (Taganrog, n. 1993)
- Aleksej Sivakov, ex ciclista su strada e dirigente sportivo russo (Mosca, n. 1972)

## Compositori(2)
- Aleksej Vladimirovič Stančinskij, compositore e pianista russo (Obolsunovo, n. 1888 - Logačevo, † 1914)
- Aleksej Ėkimjan, compositore sovietico (Baku, n. 1927 - Mosca, † 1982)

## Compositori di scacchi(1)
- Aleksej Alekseevič Troickij, compositore di scacchi russo (San Pietroburgo, n. 1866 - Leningrado, † 1942)

## Coreografi(1)
- Aleksej Ratmanskij, coreografo e ex ballerino russo (San Pietroburgo, n. 1968)

## Cosmonauti(4)
- Aleksej Stanislavovič Eliseev, cosmonauta sovietico (Žizdra, n. 1934)
- Aleksej Aleksandrovič Gubarev, cosmonauta sovietico (Gvardejcy, n. 1931 - Mosca, † 2015)
- Aleksej Archipovič Leonov, cosmonauta sovietico (Listvjanka, n. 1934 - Mosca, † 2019)
- Aleksej Ovčinin, cosmonauta russo (Rybinsk, n. 1971)

## Danzatori(1)
- Aleksej Ermolaev, danzatore e coreografo russo (San Pietroburgo, n. 1910 - Mosca, † 1975)

## Designer(1)
- Aleksej Česlavovič Brodovič, designer e fotografo russo (Ogoliči, n. 1896 - Le Thor, † 1971)

## Dirigenti sportivi(2)
- Aleksej Dmitrievič Butovskij, dirigente sportivo e educatore russo (Piatyhirtsi, n. 1838 - Pietrogrado, † 1917)
- Aleksej Markov, dirigente sportivo, ex pistard e ciclista su strada russo (Mosca, n. 1979)

## Disc jockey(1)
- Aleksej Zacharov, disc jockey e produttore discografico russo (Nižnij Novgorod, n. 1984)

## Drammaturghi(1)
- Aleksei Nikolaevič Arbuzov, drammaturgo russo (Mosca, n. 1908 - Mosca, † 1986)

## Editori(1)
- Aleksej Sergeevič Suvorin, editore, giornalista e scrittore russo (Koršev, n. 1834 - Puškin, † 1912)

## Entomologi(1)
- Aleksej Konstantinovič Zaguljaev, entomologo russo (n. 1924 - † 2007)

## Esploratori(2)
- Aleksej Dmitrievič Saltykov, esploratore, diplomatico e scrittore russo (San Pietroburgo, n. 1806 - Parigi, † 1859)
- Aleksej Ivanovič Skuratov, esploratore russo (n. 1709)

## Filologi(2)
- Aleksej Andreevič Chovanskij, filologo e linguista russo (Chovanščino, n. 1814 - Voronež, † 1899)
- Aleksej Aleksandrovič Šachmatov, filologo e linguista russo (Narva, n. 1864 - Pietrogrado, † 1920)

## Fisici(2)
- Aleksej Alekseevič Abrikosov, fisico russo (Mosca, n. 1928 - Palo Alto, † 2017)
- Aleksej Jur'evič Smirnov, fisico russo (n. 1951)

## Fondisti(5)
- Aleksej Červotkin, fondista russo (n. 1995)
- Aleksej Kuznecov, fondista sovietico (Vashurikha, n. 1929 - † 2003)
- Aleksej Petuchov, fondista russo (Klincy, n. 1983)
- Aleksej Poltaranin, ex fondista kazako (Ridder, n. 1987)
- Aleksej Prokurorov, fondista russo (Mišino, n. 1964 - Vladimir, † 2008)

## Generali(11)
- Aleksej Innokent'evič Antonov, generale sovietico (Hrodna, n. 1896 - Mosca, † 1962)
- Aleksej Andreevič Arakčeev, generale, politico e nobile russo (Velikij Novgorod, n. 1769 - Gruzino, † 1834)
- Aleksej Alekseevič Brusilov, generale russo (Tbilisi, n. 1853 - Mosca, † 1926)
- Aleksej Petrovič Ermolov, generale russo (Mosca, n. 1777 - Mosca, † 1861)
- Aleksej Maksimovič Kaledin, generale russo (Ust'-Chopërskaja, n. 1861 - Novočerkassk, † 1918)
- Aleksej Nikolaevič Kuropatkin, generale russo (Pskov, n. 1848 - Pskov, † 1925)
- Aleksej Petrovič Melissino, generale e nobile russo (San Pietroburgo, n. 1759 - Dresda, † 1813)
- Aleksej Andreevič Polivanov, generale e politico russo (Krasnoe-na-Volge, n. 1855 - Riga, † 1920)
- Aleksej Grigor'evič Rodin, generale sovietico (Zuevo, n. 1902 - Mosca, † 1955)
- Aleksej Ermolaevič Ėvert, generale russo (Mosca, n. 1857 - Možajsk, † 1918)
- Aleksej Semënovič Šein, generale russo (n. 1662 - † 1700)

## Geografi(1)
- Aleksej Andreevič Tillo, geografo e cartografo russo (Gubernija di Kiev, n. 1839 - San Pietroburgo, † 1899)

## Ginnasti(3)
- Aleksej Bondarenko, ex ginnasta russo (Qostanay, n. 1978)
- Aleksej Nemov, ex ginnasta russo (Baraševo, n. 1976)
- Aleksej Voropaev, ginnasta russo (Mosca, n. 1973 - Mosca, † 2006)

## Giocatori di calcio a 5(4)
- Aleksej Evteev, ex giocatore di calcio a 5 russo (Mosca, n. 1975)
- Aleksej Gordeev, giocatore di calcio a 5 russo (n. 1987)
- Aleksej Kiselëv, ex giocatore di calcio a 5 russo (n. 1969)
- Aleksej Petrov, giocatore di calcio a 5 russo (Krasnojarsk, n. 1987)

## Giornalisti(1)
- Aleksej Venediktov, giornalista e storico russo (Mosca, n. 1955)

## Hockeisti su ghiaccio(11)
- Aleksej Emelin, hockeista su ghiaccio russo (Togliatti, n. 1986)
- Aleksej Guryšev, hockeista su ghiaccio sovietico (Mosca, n. 1925 - Mosca, † 1983)
- Aleksej Gusarov, ex hockeista su ghiaccio e allenatore di hockey su ghiaccio russo (Leningrado, n. 1964)
- Aleksej Jašin, ex hockeista su ghiaccio russo (Ekaterinburg, n. 1973)
- Aleksej Kasatonov, ex hockeista su ghiaccio, allenatore di hockey su ghiaccio e dirigente sportivo russo (Leningrado, n. 1959)
- Aleksej Kovalëv, ex hockeista su ghiaccio russo (Togliatti, n. 1973)
- Aleksej Marčenko, hockeista su ghiaccio russo (Mosca, n. 1992)
- Aleksej Morozov, ex hockeista su ghiaccio russo (Mosca, n. 1977)
- Aleksej Tereščenko, hockeista su ghiaccio russo (Možajsk, n. 1980)
- Aleksej Žamnov, ex hockeista su ghiaccio sovietico (Mosca, n. 1970)
- Aleksej Žitnik, ex hockeista su ghiaccio russo (Kiev, n. 1972)

## Imprenditori(2)
- Aleksej Borisovič Miller, imprenditore e politico russo (Leningrado, n. 1962)
- Aleksej Mordašov, imprenditore russo (Čerepovec, n. 1965)

## Informatici(1)
- Aleksej Leonidovič Pažitnov, programmatore russo (Mosca, n. 1955)

## Ingegneri(2)
- Aleksej Michajlovič Isaev, ingegnere sovietico (San Pietroburgo, n. 1908 - Mosca, † 1971)
- Aleksej Andreevič Tupolev, ingegnere aeronautico sovietico (Mosca, n. 1925 - Mosca, † 2001)

## Linguisti(1)
- Aleksej Alekseevič Leont'ev, linguista, psicologo e pedagogista russo (Mosca, n. 1936 - Mosca, † 2004)

## Lottatori(2)
- Aleksej Mišin, ex lottatore russo (n. 1979)
- Aleksej Šumakov, ex lottatore sovietico (Pochet, n. 1948)

## Maratoneti(2)
- Aleksej Reunkov, maratoneta russo (n. 1984)
- Aleksej Sokolov, maratoneta russo (Leningrado, n. 1979)

## Marciatori(1)
- Aleksej Voevodin, ex marciatore russo (Penza, n. 1970)

## Martellisti(2)
- Aleksej Spiridonov, martellista sovietico (Leningrado, n. 1951 - San Pietroburgo, † 1998)
- Aleksej Zagornyj, martellista russo (Jaroslavl', n. 1978)

## Matematici(1)
- Aleksej Zinov'evič Petrov, matematico russo (Koshki, n. 1910 - Kiev, † 1972)

## Mercenari(1)
- Aleksej Mil'čakov, mercenario russo (San Pietroburgo, n. 1991)

## Militari(5)
- Aleksej Alekseevič Bobrinskij, ufficiale russo (San Pietroburgo, n. 1800 - Smela, † 1868)
- Aleksej Nikolaevič Botjan, militare e agente segreto sovietico (Governatorato di Vil'na, n. 1917 - Mosca, † 2020)
- Aleksej Ivanovič Gračëv, militare e aviatore sovietico (Jagodnoe, n. 1914 - Libau, † 1945)
- Aleksej Leont'evič Kovalëv, militare sovietico (Burlin, n. 1925 - Kiev, † 1997)
- Aleksej Grigor'evič Orlov-Česmenskij, militare e politico russo (Lyutkino, n. 1737 - Mosca, † 1807)

## Multiplisti(1)
- Aleksej Drozdov, multiplista russo (Klincy, n. 1983)

## Musicisti(1)
- Aleksej Ajgi, musicista e compositore russo (Mosca, n. 1971)

## Musicologi(1)
- Aleksej Ivanovič Kandinskij, musicologo russo (n. 1918 - † 2000)

## Naturalisti(1)
- Aleksej Pavlovič Fedčenko, naturalista e esploratore russo (Irkutsk, n. 1844 - Monte Bianco, † 1873)

## Navigatori(1)
- Aleksej Il'ič Čirikov, navigatore e esploratore russo (Dubenskij rajon, n. 1703 - Mosca, † 1748)

## Nobili(8)
- Aleksej Michajlovič Čerkasskij, nobile e politico russo (n. 1680 - † 1742)
- Aleksej Andreevič Golicyn, nobile russo (n. 1632 - † 1694)
- Aleksej Petrovič Romanov, nobile russo (Mosca, n. 1690 - San Pietroburgo, † 1718)
- Aleksej Nikolaevič Romanov, nobile russo (Peterhof, n. 1904 - Ekaterinburg, † 1918)
- Aleksej Aleksandrovič Romanov, nobile russo (San Pietroburgo, n. 1850 - Parigi, † 1908)
- Aleksej Michajlovič Romanov, nobile russo (Tbilisi, n. 1875 - Sanremo, † 1895)
- Aleksej Grigor'evič Ščerbatov, nobile e ufficiale russo (n. 1776 - Mosca, † 1848)
- Aleksej Vasil'evič Šeremetev, nobile russo (n. 1800 - † 1857)

## Nuotatori(2)
- Aleksej Akat'ev, ex nuotatore russo (Mosca, n. 1974)
- Aleksej Markovskij, ex nuotatore sovietico (Kurgan, n. 1957)

## Operai(1)
- Aleksej Grigor'evič Stachanov, operaio sovietico (Lugovaja, n. 1906 - Torez, † 1977)

## Pallanuotisti(3)
- Aleksej Agarkov, pallanuotista russo (Volgograd, n. 1983)
- Aleksej Panfili, pallanuotista russo (Chișinău, n. 1974)
- Aleksej Vdovin, pallanuotista sovietico (Penza, n. 1963 - † 2022)

## Pallavolisti(6)
- Aleksej Jakušev, pallavolista e allenatore di pallavolo sovietico (n. 1914 - Mosca, † 1969)
- Aleksej Kazakov, ex pallavolista russo (Naberežnye Čelny, n. 1976)
- Aleksej Kulešov, ex pallavolista russo (Frjazino, n. 1979)
- Aleksej Območaev, pallavolista russo (Kislovodsk, n. 1989)
- Aleksej Ostapenko, pallavolista russo (Saratov, n. 1986)
- Aleksej Spiridonov, pallavolista russo (Revjakino, n. 1988)

## Pattinatori artistici su ghiaccio(2)
- Aleksej Mišin, ex pattinatore artistico su ghiaccio sovietico (Sebastopoli, n. 1941)
- Aleksej Tichonov, ex pattinatore artistico su ghiaccio russo (Samara, n. 1971)

## Pentatleti(4)
- Aleksej Lebedinec, pentatleta russo (n. 1976)
- Aleksej Savikov, pentatleta russo (n. 1980)
- Aleksej Turkin, pentatleta russo (n. 1979)
- Aleksej Velikodnyj, pentatleta russo (n. 1983)

## Pianisti(3)
- Aleksej Ljubimov, pianista e clavicembalista russo (Mosca, n. 1944)
- Aleksej Fajzullaevič Sultanov, pianista russo (Tashkent, n. 1969 - Fort Worth, † 2005)
- Aleksej Sučkov, pianista russo (Mosca, n. 1966)

## Piloti di rally(1)
- Aleksej Luk'janjuk, pilota di rally russo (Mosca, n. 1980)

## Pittori(6)
- Aleksej Antropov, pittore russo (San Pietroburgo, n. 1716 - San Pietroburgo, † 1765)
- Aleksej Bogoljubov, pittore russo (Pomeran'e, n. 1824 - Parigi, † 1896)
- Aleksej Egorovič Egorov, pittore e disegnatore russo (n. 1776 - San Pietroburgo, † 1851)
- Aleksej Kondrat'evič Savrasov, pittore russo (Mosca, n. 1830 - Mosca, † 1886)
- Aleksej Tyranov, pittore russo (Bežeck, n. 1808 - Kašin, † 1859)
- Aleksej Gavrilovič Venecianov, pittore, illustratore e docente russo (Mosca, n. 1780 - Tver', † 1847)

## Poeti(6)
- Aleksej Nikolaevič Apuchtin, poeta e romanziere russo (Bolchov, n. 1840 - San Pietroburgo, † 1893)
- Aleksej Stepanovič Chomjakov, poeta, filosofo e teologo russo (Mosca, n. 1804 - Ivanovskoe, † 1860)
- Aleksej Vasil'evič Kol'cov, poeta russo (Voronež, n. 1809 - Mosca, † 1842)
- Aleksej Eliseevič Kručënych, poeta e scrittore russo (Olekva, n. 1886 - Mosca, † 1968)
- Aleksej Fëdorovič Merzljakov, poeta e critico letterario russo (Dalmatovo, n. 1778 - Mosca, † 1830)
- Aleksej Aleksandrovič Surkov, poeta, critico letterario e politico sovietico (Serednevo, n. 1899 - Mosca, † 1983)

## Politici(15)
- Aleksej Fëdorovič Adašev, politico russo (Dorpat, † 1560)
- Aleksej Petrovič Bestužev-Rjumin, politico russo (Mosca, n. 1693 - San Pietroburgo, † 1766)
- Aleksej Čalyj, politico russo (Sebastopoli, n. 1961)
- Aleksej Chvostov, politico russo (n. 1872 - Mosca, † 1918)
- Aleksej Djumin, politico russo (Kursk, n. 1972)
- Aleksej Grigor'evič Dolgorukov, politico russo (Berëzovo, † 1734)
- Aleksej Illarionovič Kiričenko, politico e generale sovietico (Černobaevka, n. 1908 - Mosca, † 1975)
- Aleksej Semënovič Kiselëv, politico sovietico (Avdot'ino, n. 1879 - Mosca, † 1937)
- Aleksej Nikolaevič Kosygin, politico sovietico (San Pietroburgo, n. 1904 - Mosca, † 1980)
- Aleksej Kudrin, politico russo (Dobele, n. 1960)
- Aleksej Borisovič Kurakin, politico russo (n. 1759 - † 1829)
- Aleksej Aleksandrovič Kuznecov, politico e militare sovietico (Boroviči, n. 1905 - Leningrado, † 1950)
- Aleksej Fëdorovič Orlov, politico e generale russo (Mosca, n. 1786 - San Pietroburgo, † 1862)
- Aleksej Kirillovič Razumovskij, politico russo (San Pietroburgo, n. 1748 - Počep, † 1822)
- Aleksej Uljukaev, politico e economista russo (Mosca, n. 1956)

## Poliziotti(1)
- Aleksej Dymovskij, poliziotto russo (Blagoveščensk, n. 1977)

## Psicologi(1)
- Aleksej Nikolaevič Leont'ev, psicologo sovietico (Mosca, n. 1903 - Mosca, † 1979)

## Pugili(3)
- Aleksej Kiselëv, pugile sovietico (Rjazan', n. 1938 - Mosca, † 2005)
- Aleksej Lezin, pugile russo (Energetik, n. 1973)
- Aleksej Tiščenko, pugile russo (Omsk, n. 1984)

## Rapper(2)
- Guf, rapper russo (Mosca, n. 1979)
- Ėldžej, rapper russo (Novosibirsk, n. 1994)

## Registi(16)
- Aleksej Fedorčenko, regista russo (Sol'-Ileck, n. 1966)
- Aleksej Alekseevič German, regista e sceneggiatore russo (Mosca, n. 1976)
- Aleksej Jur'evič German, regista cinematografico e sceneggiatore russo (Leningrado, n. 1938 - San Pietroburgo, † 2013)
- Aleksej Karelin, regista e sceneggiatore russo (n. 1967)
- Aleksej Aleksandrovič Korenev, regista sovietico (Mosca, n. 1927 - Mosca, † 1995)
- Aleksej Krasovskij, regista russo (Nižnij Novgorod, n. 1971)
- Aleksej Mizgirёv, regista russo (Myski, n. 1974)
- Aleksej Nužnyj, regista russo (Joškar-Ola, n. 1984)
- Aleksej Popogrebskij, regista e sceneggiatore russo (Mosca, n. 1972)
- Aleksej Dmitrievič Popov, regista cinematografico russo (Pugačëv, n. 1892 - Mosca, † 1961)
- Aleksej Nikolaevič Sacharov, regista sovietico (n. 1934 - Mosca, † 1999)
- Aleksej Aleksandrovič Saltykov, regista sovietico (Mosca, n. 1934 - Mosca, † 1993)
- Aleksej Sidorov, regista russo (Severodvinsk, n. 1968)
- Aleksej Simonov, regista sovietico (Mosca, n. 1939)
- Aleksej Maksimovič Smirnov, regista cinematografico russo (n. 1890 - Leningrado, † 1942)
- Aleksej Efimovič Učitel', regista russo (Leningrado, n. 1951)

## Religiosi(1)
- Aleksej Vasil'evič Rekeev, religioso, traduttore e missionario russo (Koški-Novotimbaevo, n. 1848 - Bajglyčevo, † 1932)

## Rivoluzionari(1)
- Aleksej Ivanovič Rykov, rivoluzionario e politico sovietico (Saratov, n. 1881 - Mosca, † 1938)

## Scacchisti(9)
- Aleksej Sergeevič Dreev, scacchista russo (Stavropol', n. 1969)
- Aleksej Ermolinskij, scacchista statunitense (Leningrado, n. 1958)
- Aleksej Goganov, scacchista russo (Leningrado, n. 1991)
- Aleksej Sarana, scacchista russo (Mosca, n. 2000)
- Aleksej Sergeevič Seleznëv, scacchista e compositore di scacchi russo (Tambov, n. 1888 - Bordeaux, † 1967)
- Aleksej Širov, scacchista spagnolo (Riga, n. 1972)
- Aleksej Pavlovič Sokol'skij, scacchista sovietico (Kangušč, n. 1908 - Minsk, † 1969)
- Aleksej Stepanovič Suėtin, scacchista sovietico (Kropyvnyc'kyj, n. 1926 - Mosca, † 2001)
- Aleksej Borisovič Vyžmanavin, scacchista russo (Mosca, n. 1960 - Mosca, † 2000)

## Schermidori(8)
- Aleksej Čeremisinov, schermidore russo (Mosca, n. 1985)
- Aleksej Chovanskij, schermidore russo (n. 1987)
- Aleksej D'jačenko, schermidore russo (Leningrado, n. 1978)
- Aleksej Frosin, schermidore russo (Mosca, n. 1978)
- Aleksej Jakimenko, schermidore russo (Barnaul, n. 1983)
- Aleksej Nikančikov, schermidore sovietico (Chabarovsk, n. 1940 - Minsk, † 1972)
- Aleksej Selin, schermidore russo (n. 1979)
- Aleksej Tichomirov, schermidore russo (Dzeržinsk, n. 1983)

## Scrittori(6)
- Aleksej Pavlovič Čapygin, scrittore russo (Governatorato di Olonec, n. 1870 - Leningrado, † 1937)
- Aleksej Feofilaktovič Pisemskij, scrittore, drammaturgo e saggista russo (Ramen'e, n. 1821 - San Pietroburgo, † 1881)
- Aleksej Nikolaevič Pleščeev, scrittore russo (Kostroma, n. 1825 - Parigi, † 1893)
- Aleksej Michajlovič Remizov, scrittore russo (Mosca, n. 1877 - Parigi, † 1957)
- Aleksej Nikolaevič Tolstoj, scrittore e politico russo (Nikolaevsk, n. 1883 - Mosca, † 1945)
- Aleksej Konstantinovič Tolstoj, scrittore, poeta e drammaturgo russo (San Pietroburgo, n. 1817 - Krasnyj Rog, † 1875)

## Slittinisti(1)
- Aleksej Zelenskij, ex slittinista russo (n. 1971)

## Sollevatori(4)
- Aleksej Kolokol'cev, ex sollevatore sovietico (Anžero-Sudžensk, n. 1962)
- Aleksej Medvedev, sollevatore sovietico (Mosca, n. 1927 - Mosca, † 2003)
- Aleksej Petrov, ex sollevatore russo (Volgograd, n. 1974)
- Aleksej Vachonin, sollevatore sovietico (Gavrilovka, n. 1935 - Šachty, † 1993)

## Storici(1)
- Aleksej Ivanovič Musin-Puškin, storico russo (Mosca, n. 1744 - San Pietroburgo, † 1817)

## Taekwondoka(1)
- Aleksej Denisenko, taekwondoka russo (Batajsk, n. 1993)

## Tennisti(1)
- Aleksej Vatutin, tennista russo (Volgograd, n. 1992)

## Tiratori a segno(1)
- Aleksej Guščin, tiratore a segno sovietico (Aleksandrovka, n. 1922 - Mosca, † 1986)

## Tiratori a volo(1)
- Aleksej Alipov, tiratore a volo russo (Mosca, n. 1975)

## Triplisti(1)
- Aleksej Fëdorov, triplista russo (n. 1991)

## Tuffatori(1)
- Aleksej Kravčenko, tuffatore russo (Volgograd, n. 1986)

## Violinisti(3)
- Aleksej Nikolaevič Gorochov, violinista, direttore d'orchestra e docente sovietico (Mosca, n. 1927 - Kiev, † 1999)
- Aleksej Igudesman, violinista, compositore e direttore d'orchestra russo (Leningrado, n. 1973)
- Aleksej Fëdorovič L'vov, violinista e compositore russo (Reval, n. 1798 - Romainiai, † 1870)

## Zoologi(1)
- Aleksej Andreevič Bjalynickij-Birulja, zoologo e esploratore russo (distretto di Orša, n. 1864 - Leningrado, † 1937)

## Senza attività specificata(3)
- Aleksej Grigor'evič Bobrinskij, conte (San Pietroburgo, n. 1762 - Bogorodick, † 1813)
- Aleksej Kubarev, ex pentatleta russo (n. 1974)
- Aleksej Egorovič Trupp,  russo (Kalnagals, n. 1856 - Ekaterinburg, † 1918)